# Līlās
Līlās (persiska: ليلان, لِيلان, Līlān, لیلاس) är en ort i Iran.   Den ligger i provinsen Hamadan, i den nordvästra delen av landet, 300 km sydväst om huvudstaden Teheran. Līlās ligger 1 489 meter över havet och antalet invånare är 358.
Terrängen runt Līlās är kuperad åt sydväst, men åt nordost är den platt.Runt Līlās är det ganska tätbefolkat, med 124 invånare per kvadratkilometer. Närmaste större samhälle är Nahāvand, 19,2 km öster om Līlās. Trakten runt Līlās består till största delen av jordbruksmark.